# Televirke
|  | Denne artikel er oprettet af botten Steenthbot ud fra en ekstern database. Den kan derfor have sproglige fejl eller mangler. Denne skabelon kan fjernes efter kontrol af indholdet. |

Televirke er en dansk dokumentarisk optagelse fra 1955.

## Handling
Viser udstilling, der er tilrettelagt af Post & Telegrafvæsenet. Vi ser bl.a. H.C. Ørsted som forklædt besøger udstillingen og får forklaret, hvad han ser. Ca.1953-55.